# 徐如翰
徐如翰（1568年—1638年），字伯鹰，號檀燕，浙江紹興府上虞县人，明朝政治人物。

## 生平
万历二十五年（1597年）丁酉科浙江乡试六十名舉人，萬曆二十九年（1601年）辛丑科進士，吏部觀政，初授行人司行人，擢工部主事，三十七年升员外郎，管理重城，三十八年升南京工部屯田司郎中，四十年閏十一月升山西參議，四十一年丁憂。四十四年起官山西大同兵备參議，四十七年加升參政。万历四十六年四月，建州女真首领努尔哈赤发布“七大恨”，起兵反明，攻克抚顺，朝野震惊。明年二月，杨镐在萨尔浒之战大败，御史张新诏等人劾论辅臣方从哲以枚卜之失平，辽师之溃丧，要求罢斥，以为庸臣误国之戒。徐如翰亦交章击之，神宗不听，遂于四十八年称病辞官，归居山阴蕺山，与刘宗周一同在书院讲学。并与陶石梁、陈元宴诸人赋诗饮酒度日，人称“稽山八老”。天啓四年降補天津監軍僉事，以不附魏忠贤，为御史梁梦环疏參，削籍為民。崇禎元年，起复为陝西按察司佥事，分守平凉道，二年升布政司參議，四年升湖廣副使。著有《檀燕山集》、《秦游草》。

## 家族
曾祖徐文卿。祖徐子麟，訓導，累封奉直大夫、蕲州知州。父徐希濂，庠生。前母趙氏，母黄氏。严侍下。兄如山、如岡、如璋、如珪、如璧、如金、如玉。弟如龍、如斗。娶董氏。